# 穆罕默德·塔基·阿尔·贾法里
穆罕默德·塔基·阿尔·贾法里（阿拉伯语转写：Muhammad Taqi Al-Jaafari，1986年10月25日—），全名穆罕默德·塔基·阿尔·贾法里·本·贾哈里（阿拉伯语转写：Muhammad Taqi Al-Jaafari Bin Jahari），新加坡足球裁判，2012年成为FIFA国际足球裁判。
2006年9月18日，穆罕默德·塔基·阿尔·贾法里第一次在新加坡顶级联赛亮相。他在新加坡国内执法新加坡足球联赛、新加坡聯賽盃、新加坡杯等赛事。国际赛场上，他执法过的比赛有亚洲足协杯、亚足联挑战杯等。2013年7月6日，他第一次受中国足协的邀请执法中超联赛，中国足协将其名字简译为穆罕默德。他执法的第一场中超比赛是2013年中超联赛第16轮天津泰达主场与上海申花的比赛。后来他又执法了同年第21轮贵州人和同北京国安的比赛。中国足协第一次将他的名字译为穆罕默德，后来又改译为塔基。